# ヘンリー・クレイ・アイド

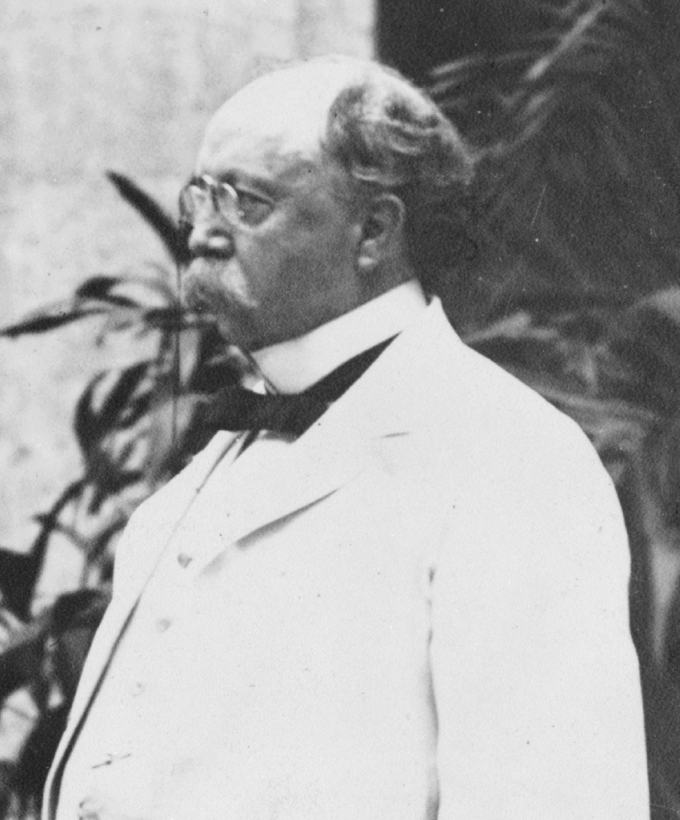
1901年ごろのアイド

ヘンリー・クレイ・アイド（英: Henry Clay Ide、1844年9月18日 - 1921年6月21日）は、アメリカ合衆国の外交官。1906年4月から9月までフィリピン総督を務めた。

## 生涯
1844年にバーモント州バーネットにおいて誕生した。アイドはバーモント州セントジョンズベリ・アカデミーで教育を受け、1866年にダートマス大学を卒業した。アイドは1866年から1868年までセントジョンズベリ・アカデミーの校長を務めた。アイドは1868年から1869年までマサチューセッツ州アーリントンの高校で校長を務めた。アイドは1869年から1870年までセントジョンズベリの裁判官の下で法律を学んだ。アイドは1870年に弁護士として認可を受けた。アイドは1871年にセントジョンズベリで弁護士業を開業した。
アイドは1882年から1885年までバーモント州上院議員を務めた。1891年3月、アイドはサモア土地管理官に任ぜられた。アイドはサモアにおいて作家ロバート・ルイス・スティーヴンソンと知り合った。スティーヴンソンはアイドについて「知識・節度・機転・気質が素晴らしい」と賞賛した。スティーヴンソンは1891年11月にサモアを離れた。アイドはアメリカ、イギリス、ドイツの3国から、サモアの首席裁判官としても任命を受けた。アイドはサモアでの任務を1897年まで務めた。
1900年以降、アイドは連邦政府からフィリピンでの駐在任務を与えられた。1901年9月、アイドはフィリピン総督ウィリアム・ハワード・タフトから財務長官および司法長官として任命を受けた。1904年2月に総督がルーク・エドワード・ライトに交代すると、アイドはフィリピン副総督となった。その後アイドは、1906年4月から1906年9月まで、フィリピン総督を務めた。アイドはフィリピンにおける民事裁判や課税政策の法律を制定した。またフィリピンでの通貨の改革を行うなど、重要な役割を果たした。アイドは1909年6月から1913年7月まで、駐スペイン公使を務めた。
アイドは1921年に死去した。アイドの遺体はバーモント州セントジョンズベリのマウントプレザント墓地に埋葬された。

## 家族
父親はジェイコブ・アイド (Jacob Ide)、母親はロドスカ・ナイツ (Lodoska Knights) であった。アイドは1862年7月15日にシンシア・L・アダムズ (Cynthia L. Adams) と結婚した。アイドは1871年10月26日にメアリー・M・メルチャー (Mary M. Melcher) と結婚した。アイドはメアリーとの間に、以下の子供をもうけた。
1. マージョリー・アイド (Marjorie Ide) - シェーン・レスリーと結婚
2. アン・アイド (Anne Ide) - ウィリアム・バーク・コクランと結婚

## 著作物
- "A Memorial, commemorative of George Moore" (1870)